# アイルランド憲法修正第34条
2015年アイルランド憲法修正第34条（結婚平等）（2015ねんアイルランドけんぽうしゅうせいだい34じょう（けっこんびょうどう））とは、性別を区別せずに結婚を許可するアイルランド憲法の修正案である。すなわち、同性結婚の合法化に関する憲法修正案である。アイルランド憲法の規定に基づき2015年5月22日に国民投票を実施し、62％の投票者が修正案を支持した。国民投票によって同性結婚が合法化されるのは世界初である。

## 原文の変更
アイルランド憲法修正第34条は、アイルランド憲法第41条に以下の第4節を挿入する案である。
- アイルランド語

- 英語

- 日本語試訳

アイルランド語と英語のテキストは同じ意味を持つように意図されている。文章の解釈が競合する場合は、アイルランド語版の解釈を優先することになっている。

### アイルランド語での原案
第一読会でのアイルランド語の改正文言は以下の通り。
ジャーナリストのブルース・アーノルドは、『アイリッシュ・タイムズ』の2つの記事でこの法案に反対した。その1つは、アイルランド語の原文に関する問題の主張に焦点を当てていた。アイルランド語では、同性カップルのみを描写しているため、異性の結婚は違法であると解釈しかねないと主張した。また、「beirt」および「cibéacu is firnómná」は、憲法の他の場所でも同様の意図ですでに使用されている。法学者は、アーノルドの厳格解釈は不条理の教義によって踏みにじられ、異性の結婚について言及しなくても違法とはならないということだった。それにもかかわらず、すべての疑いを取り除くためにアイルランド語の原文を変更すべきだと主張する人もいた。エンダ・ケニー首相は2015年3月10日に変更が行われると発表した。フランシス・フィッツジェラルドは翌日、修正をドイル・エアランに移した。

## 背景
キャサリン・ザッポーネとアン・ルイーズ・ギリガンは、2003年にカナダで同性結婚をし、アイルランド高等裁判所で共同納税申告の提出に関する裁判で敗訴した。2010年にウラクタスにより、シビル・ユニオン法が設立された。2011年の総選挙後、フィナ・ゲール党と労働党は提携政府を結成し、政府計画には、「同性結婚の合法化の規定」などの憲法制定会議の設立が含まれた。憲法制定会議は2013年5月に検討し、同性結婚を認めるためには、単に許可されるのではなく、国家が要求されるべきであると勧告することを可決した。報告書は7月に正式に提出され、政府は12月に正式に回答し、エンダ・ケニー首相は国民投票が「2015年半ばまでに」行われると発表した。アイルランド憲法の改正は、必ず国民投票で国民によって承認されなければいけないことになっている。
一部の法学者は、同性カップルへの結婚は憲法改正を必要とせず、ウラクタスの通常の法律によって達成される可能性があると主張した。その後、シャター首相は2013年11月に主張に反対し、「結婚は1人の男性と1人の女性の間にあると理解される」という「判例」があると述べた。
2015年1月、修正案の文言は特別閣僚会議で合意され、マスコミュニケーションで発表され、法案は法務大臣のフランシス・フィッツジェラルドによって正式にドイルで導入された。
2015年4月に子どもと家族関係法（2015年）が可決された。これには同性カップルの養子縁組の権利が含まれていた。この法案の一般的な案は、2014年1月に協議のために公開され、2015年に3月12日にドイルと3月30日にシャナズによって可決され、4月6日に議案を承認した。2018年5月の時点で、部分的にしか開始されていない。

## 国民投票
2015年5月22日に、大統領選挙の立候補年齢を引き下げるための2つの国民投票が結婚法案と別の憲法改正を実地した。国民投票では、投票の単純過半数で可決される。カーロー・キルケニーでのドイル補欠選挙が同日に行われた。
国民投票委員会によると、国民投票が通過した場合は：
- 異性または同性の二人は、互いに結婚することができる。
- 誰が結婚するかについてのその他の詳細な規則は、引き続き法律で定められる。
- 結婚の憲法上の地位は変更されない。
- 同性の二人の結婚は、憲法上、男性と女性の結婚と同じ地位になる。
- 異性または同性の結婚したカップルは家族と認識され、家族のための憲法上の保護を受ける権利がある。

## 討論

### ウラクタス討論
2015年3月10日と11日、憲法修正案第34条（結婚平等）がドイルで討論された。ほとんどの政党の代議員が憲法改正を支持した。反対する唯一の発言者は無所属のマティー・マグラス国会議員（TD）だったが、発声投票によって可決された。その後、3月25日と27日にシャナズで討論され、多数の修正案に対して投票が行われ、そのすべてが反対となり、法案は最終的に29票で3票に可決された。支持者の中に、当時上院議員だったキャサリン・ザッポーネがいた。反対票を投じたのは、ロナン・マレン上院議員、ジム・ウォルシュ上院議員、フィアガル・クイン上院議員だった。野党の修正もフィデルマ・ヒーリー・イームズ上院議員によって支持された。

### 組織

#### 政党
統治するフィナ・ゲール党と労働党、野党のフィアナ・フォイル党とシン・フェイン党のドイルの4つの主要政党すべてがこの法案を支持した。緑の党、連帯党、利益より国民優先党、アイルランド労働者党および無所属の党員もこの改正を支持していることが記録に残っている。「Yes Equality（平等のために賛成）」は、「アイルランド自由人権協会」、「婚姻の平等」「ゲイ・レズビアン平等ネットワーク（GLEN）」による包括的なキャンペーンだった。

#### 宗教
アイルランドの宗教団体は、国民投票に反対または中立の立場を正式に採択した。アイルランドのカトリック司教会議は同性結婚に反対し、すべての教区に小冊子を配布した。2015年2月、アイルランドのメソジスト派教会は、結婚は男性と女性の間にあるという伝統的な見方を支持する声明を発表した。2015年4月、宗派を超えたグループが反対票を投じるリーフレットを発行した。2人の司教（1人はローマカトリック教徒、もう1人はアイルランド聖公会）、およびメソジスト派の長老、信徒などさまざまなペンテコステ派教会がリーフレットに署名し、配布した。2015年4月22日、アイルランドの長老派教会の指導者たちは、投票を拒否することを提唱する声明を発表し、「同性結婚の国民投票で提案された変更は、子供の権利と、それらを育てる父親と母親の自然な責任を否定することになる」と唱えた。主にカトリックの宗教的シンクタンクであるアイオナ・インスティチュートも憲法改正に反対した。
しかし、2015年2月にアイルランド聖公会は国民投票については立場をとっていないが、良心に従って投票するようメンバーに促していると発表した。アイルランドの2つの教会の司教が賛成票を投じるよう求めた。早くも2014年5月、コークのアイルランド司教であるポール・コルトン博士は、賛成票を投じる支持を表明していた。同様に、アイルランドのイスラムセンターは4月17日に声明を発表し、「イスラム教徒として、平等と包括性を信じる必要がある。人々はいかなる理由であれ差別されるべきではない。人間を人間化すること、そして人間化しないことが重要である。イスラムの伝統は罪を憎むことを教えているが、罪人は嫌いではない。同性愛者に対する一部のイスラム教徒の態度は、イスラム教における慈悲と親切の精神と両立しない。アイルランド憲法は、すべてのアイルランド国民に良心の自由を保証し、イスラム教徒は2015年5月22日に投票するときにこの権利を行使しなければならない」と述べた。
4月15日にアイルランドのイスラム文化センター、イマーム・カウンシル、改革派長老派教会のゴールウェイ支部など、多くの宗教団体が始めた請願では、個人や企業が商品やサービスの提供において同性カップルを差別することを可能にする「良心条項」を要求した。エンダ・ケニー首相は、「アイルランド政府は、国民が5月22日に尋ねられるという質問に関して、ここで非常に明確な決定をした。もちろん、その質問は、性的指向に関係なく民法での結婚を許可するために、国民が適切だと思うなら、承認を与えることである」と述べた。労働党のブレンダン・ハウリンは、「この国民投票の核心にある問題は、憲法に基づく平等であり、それ以外は無関係である」と述べた。
しかし、一部の宗教関連グループは国民投票に賛成だった。2015年1月、アイルランド聖公会のLGBTグループである「Changing Attitude Ireland（態度の変化）」は、結婚平等国民投票の文言の発表を歓迎した。リチャード・オリアリー博士は、結婚は「人種や宗教について区別なく2人を結ぶことができる」のと同様に、結婚は「性別についても区別なくカップルが利用できる」べきであると述べた。5月7日、「Changing Attitude Ireland」のイベントで、ダブリンの元大司教であったゴードン・リニーは、「5月22日にようやく、同性愛者コミュニティに彼らが誰であるかを示す機会が与えられた。彼らは社会に完全に貢献しているので、歓迎する。したがって、彼らに認めらる資格があり、結婚したい人はそうすることを許可されるべきであるという認識を彼らに与える。結婚は民事契約である。教会が承認しない組合を厳粛にせざるを得ない」と述べた。

#### 経営
多くのビジネスグループが国民投票の可決を支持した。4月16日、「Business for Yes Equality（経営は平等のために賛成）」キャンペーンが開始され、Twitter、eBay、PayPalなどの企業と、アイルランドを拠点とする150を超える国際企業および地元企業が参加した。アイルランドのTwitterの副社長であるスティーブン・マッキンタイアは、「私が見ているように、このケースには3つの重要な要素がある。まず、人々は自分自身であることができる場合、長期的にパフォーマンスが向上する。次に、才能は、多様性、包括性、平等への感謝を示す組織に引き付けられる。最後に、ビジネスを行うのに適した場所としてのアイルランドの国際的な評判は、賛成票によって強化される」と述べた。アイルランド政府産業開発庁（IDA）の代表であるマーティン・シャナハンは、5月1日に賛成票を投じるよう求め、「5月22日の賛成票は、アイルランドがオープンになり、多様性を歓迎し、国際的に発信する非常に前向きなメッセージである。反対票は国際的なビジネスにとって否定的であると信じている」と述べた。
また、5月1日、アイルランド労働組合会議は、「Trade unions for civil marriage equality（労働組合は市民結婚平等のために賛成）」キャンペーンの開始により、賛成票への支持を発表した。賛成票を支持するその他の労働組合とスタッフ代表団体には、アイルランド警察代表協会なども含まれていた。
5月7日、eBayの最高経営責任者であるジョン・ドナホーは、同社が賛成票を投じたと発表した。ドナホーは、「正しいこと」であることに加えて、同性結婚などの平等の問題に関する立場も同社が適切な人々を引き付け、維持し、育成するのに役立つと述べた。

#### その他の組織
国民投票を支持する他のグループには、「BeLonG To Yes」と呼ばれるアイルランドの主要な子供たちの慈善団体が含まれていた。作家のファーガス・フィンレイは、発表の際に、一部は反対キャンペーンのグループが「子供を使用している」こと、「すべての子供は母親と父親に値するという理由で反対票を投じることを求めるポスターを見るたびに、アイルランドでお互いを愛し、気遣う何千人もの孤独な親と子供に対する不快な侮辱を見た。搾取的で、害があり、不誠実である」と語った。アイルランドの学生組合は、ローラ・ハーモンが率い、1月に「Students for Marriage Equality（学生は結婚平等に賛成）」キャンペーンと専用ウェブサイトvoteforlove.ieを立ち上げた。
アムネスティ・インターナショナルは、2015年3月22日に、ダブリンの中央郵便局の外で平等な結婚のキャンペーン「Let's Make History（歴史を作ろう）」を開始した。
5月5日、「Yes for Health（健康のために賛成）」キャンペーンは、アイルランドの看護師および助産師組織の書記長、リアム・ドランと、アイルランド開業医の最高経営責任者であるキーラン・ライアンによって開始された。発足時に、レオ・バラッカー保健大臣は、反対票は国にとって「大きな後退」となり、LGBTコミュニティのメンタルヘルスに悪影響を与えると述べた。翌日、アイルランド全国女性評議会は「Yes（賛成）」キャンペーンを開始した。この立ち上げには、アイルランド・フェミニストネットワークや、保育士協会などさまざまなグループの代表者が参加した。5月7日、アイルランド法学協会は、賛成票の支持を発表し、事務局長であるケン・マーフィーは結婚平等は基本的な人権の問題であるため、同協会は公的な立場を取っていると述べた。
国民投票に反対して、様々なグループも結成された。4月18日、子どもと家族関係法（2015年）に反対するために、2014年に結成された「Mothers and Fathers Matter（マザーズ・アンド・ファザーズ・マター）」は、憲法改正反対キャンペーンを開始した。子どもと障害者の権利運動家のキャシー・シノットと、父親の権利運動家のジョン・ウォーターズが率いる3人のグループが、5月1日に反対票を投じるキャンペーンを開始した。5月7日、「StandUp4Marriage（結婚を守る）」というグループが発足した。創設者であるジム・ウォルシュ上院議員は、反対票を投じたくない人々は発言を恐れているため、この立ち上げにはほとんど参加していないと述べた。「Mandate for Marriage（結婚の委任）」は2015年3月に設立され、反対票を投じることを提唱した。

#### 監督機関
郵便投票と開票を管理するために「承認機関」として登録された組織は次の通り。キリスト教連帯党、結婚平等、平等のために賛成・コーク、緑の党、マザーズ・アンド・ファザーズ・マター、フィアナ・フォイル党、労働党、ビロング・トゥ・ユース・サービス、アイルランド自由人権協会、ゲイ・レズビアン平等ネットワーク（GLEN）、全国LGBT連盟、シン・フェイン党、フィナ・ゲール党。

### 放送
放送局は、国民投票キャンペーンをバランスよく報道することを法的に義務付けられている。アイルランド放送局（BAI）に対し、番組と司会者が賛成の立場を不当に支持しているとの不満が出された。BAIは、2015年10月の報告書でこれを拒否した。

### 世論調査
| 発行日         | その他を除く | その他を除く | その他を含む | その他を含む | その他を含む | 投票組織             | 委託                                                | 出典                 |
| 発行日         | 支持(%)      | 反対(%)      | 支持(%)      | 反対(%)      | その他(%)    | 投票組織             | 委託                                                | 出典                 |
| -------------- | ------------ | ------------ | ------------ | ------------ | ------------ | -------------------- | --------------------------------------------------- | -------------------- |
| 2015年5月17日  | 73           | 27           | 69           | 25           | 6            | レッド・シー         | サンデー・ビジネス・ポスト                          | [ 58 ] [ 59 ] [ 60 ] |
| 2015年5月17日  | 71           | 29           | 63           | 26           | 11           | 行動＆態度           | サンデー・タイムズ                                  | [ 59 ] [ 61 ]        |
| 2015年5月17日  | 69           | 31           | 53           | 24           | 23           | ミルワード・ブラウン | サンデー・インデペンデント                          | [ 62 ] [ 63 ]        |
| 2015年5月16日  | 70           | 30           | 58           | 25           | 17           | イプソス MRBI        | アイリッシュ・タイムズ                              | [ 64 ]               |
| 2015年5月7日   | N/A          | N/A          | 78           | 16           | 6            | アマラヒ研究         | アイルランド放送協会（RTÉ）– クレア・バーン・ライブ | [ 42 ]               |
| 2015年4月25日  | 78           | 22           | 72           | 20           | 8            | レッド・シー         | ザ・サンデー・ビジネス・ポスト                      | [ 65 ] [ 66 ]        |
| 2015年4月17日  | N/A          | N/A          | 77           | 14           | 9            | アマラヒ研究         | RTÉ – クレア・バーン・ライブ                        | [ 67 ]               |
| 2015年3月27日  | 74           | 26           | N/A          | N/A          | N/A          | イプソス MRBI        | アイリッシュ・タイムズ                              | [ 68 ]               |
| 2015年1月24日  | 77           | 22           | N/A          | N/A          | N/A          | レッド・シー         | ザ・サンデー・ビジネス・ポスト                      | [ 69 ] [ 70 ]        |
| 2014年12月8日  | 81           | 19           | 71           | 17           | 12           | イプソス MRBI        | アイリッシュ・タイムズ                              | [ 71 ]               |
| 2014年10月13日 | 76           | 24           | 68           | 23           | 9            | イプソス MRBI        | アイリッシュ・タイムズ                              | [ 72 ] [ 71 ]        |
| 2014年4月      | 76           | 24           | 67           | 21           | 12           | イプソス MRBI        | アイリッシュ・タイムズ                              | [ 73 ]               |
| 2014年2月20日  | 80           | 20           | 76           | 19           | 5            | レッド・シー         | サンデー・ビジネス・ポスト/プライム・タイム         | [ 74 ] [ 75 ]        |
| 2013年11月7日  | 81           | 19           | 76           | 18           | 6            | レッド・シー         | パディ・パワー                                      | [ 76 ] [ 77 ]        |
| 2012年11月     | 64           | 36           | 53           | 30           | 17           | イプソス MRBI        | アイリッシュ・タイムズ                              | [ 73 ]               |